# Портела, Ноэми
Ноэми́ Симоне́тто де Порте́ла (исп. Noemí Simonetto de Portela; 1 февраля 1926, Буэнос-Айрес, Аргентина — 20 февраля 2011, там же) — аргентинская легкоатлетка, серебряный призёр Олимпийских игр в Лондоне (1948) по прыжкам в длину, 11-кратная чемпионка Южной Америки в различных видах легкоатлетической программы.

## Биография
В 1941 г. в 15-летнем возрасте приняла участие в чемпионате Южной Америки, в её родном городе — Буэнос-Айресе. Сразу в двух дисциплинах: прыжке в высоту (с результатом 1,45 м) и прыжке в длину (4,96 м), она завоевала свои две первые награды — бронзу. Но уже следующий старт на том же турнире — в эстафете 4×400 принес ей первое золото первенства континента. Ещё более удачным для Портелы оказался и следующий чемпионат Южной Америки в Сантьяго (Чили): она трижды поднималась на верхнюю ступень пьедестала почета, после побед в спринтерсом забеге на 100 м, эстафете 4×100 и прыжках в длину, добавив к этим результатам бронзу в прыжках в высоту.
На Чемпионат Южной Америки 1945 г. в Монтевидео она вновь завоевывает три «золота»: в беге на 80-метров с барьерами (11,7 с.), в прыжках в длину (5,44 м) и в женской эстафете 4×100 (50,2 с.); дважды становится второй — на 100-метровке (12,5 с.), а также в прыжках в высоту (1,50 м). В 1947 г. на следующем континентальном первенстве в Рио-де-Жанейро (1945) Портела выступила успешнее всех остальных участников: 4 золотые медали — 100-метровая дистанция (12,4 с.), 80 м с препятствиями (11,5 с.), прыжки в длину (5,40 м) и эстафета 4×100 (49,9 с.). В прыжках в высоту спортсменка завоевывает «серебро» с результатом 1,55 м. Таким образом, выступая на четырёх чемпионатах Южной Америки, она в общей сложности завоевала 11 золотых, 3 серебряных и 5 бронзовых медалей.
На летних Олимпийских играх в Лондоне (1948) Портела выигрывает «серебро» в прыжках в длину, оставаясь вплоть до 2008 г. единственной представительницей Аргентины, завоевавшей олимпийскую медаль.